# Monstera pinnatipartita
Monstera pinnatipartita — вид квіткової рослини з роду Monstera, що походить із Центральної Америки та тропічних районів Південної Америки. Подібно до більш поширеної Monstera deliciosa, рослина має зелене листя, яке, коли дозріває, стає сильно запушеним, хоча як незрілі, так і зрілі листки мають меншу форму серця. Його назва походить від вигляду глибоко розщеплених зрілих листків, які є перистими.